# Hill’s Pet Nutrition
Hill’s Pet Nutrition — международная компания, производящая повседневные и диетические корма для собак и кошек Hill’s. Дочерняя компания Colgate-Palmolive. Штаб-квартира находится в городе Топика, штат Канзас.

## История

Здание Hill’s Packing Company, 1940

Компания Hill’s Pet Nutrition была создана Бартоном Хиллом весной 1907 года в городе Топика. Тогда она называлась Hill’s Packing Company и занималась производством кормов для собак и сельскохозяйственных животных, а также экспортом лошадиного мяса.
В 1948 году Hill’s Pet Nutrition начала работать с ветеринарным врачом Марком Моррисом, который выпустил диетический корм для собак с заболеваниями почек — предшественник современного Canine k/d. В этом корме было низкое содержание соли и фосфора, поэтому он не повреждал почки, но при этом корм оставался вкусным для собак, которые могут отказываться от специальных диетических кормов.
В 1968 году компания была продана Riviana Foods, затем в 1976 году Riviana Foods вошла в корпорацию Colgate-Palmolive.

## Современный этап
Сейчас корма Hill’s производятся на заводах в США, Нидерландах, Чехии и Франции.
По данным Statista, Hill’s является четвёртым крупнейшим производителем кормов для домашних животных в мире (2019). Впереди находятся корпорации, владеющие сразу несколькими брендами: Mars (бренды Royal Canin, Whiskas, Sheba, KiteKat, Perfect Fit, Pedigree, Chappi, Cesar), Nestlé (Purina One, Pro Plan, Pro Plan Veterinary Diets, Felix, Friskies) и J.M.Smucker.
| Крупнейшие производители кормов для домашних животных | Крупнейшие производители кормов для домашних животных | Крупнейшие производители кормов для домашних животных | Крупнейшие производители кормов для домашних животных | Крупнейшие производители кормов для домашних животных |
| Компания                                              |                                                       |                                                       | Оборот, млн. $                                        |                                                       |
| ----------------------------------------------------- | ----------------------------------------------------- | ----------------------------------------------------- | ----------------------------------------------------- | ----------------------------------------------------- |
| 1. Mars Petcare Inc.                                  |                                                       |                                                       | 18085                                                 |                                                       |
| 2. Nestlé Purina PetCare                              |                                                       |                                                       | 13955                                                 |                                                       |
| 3. J.M.Smucker                                        |                                                       |                                                       | 2822                                                  |                                                       |
| 4. Hill's Pet Nutrition                               |                                                       |                                                       | 2388                                                  |                                                       |
| 5. Diamond Pet Food                                   |                                                       |                                                       | 1500                                                  |                                                       |
| 6. General Mills                                      |                                                       |                                                       | 1430                                                  |                                                       |
| 7. Spectrum Brands                                    |                                                       |                                                       | 870                                                   |                                                       |

В России корма компании Hill’s появились в 1995 году. Доступны две линии кормов Hill’s: Prescription Diet — диетические корма для собак и кошек, которые назначаются ветеринарными специалистами при различных особенностях (при аллергии, для заботы о здоровье почек, мочевыводящих путей, ЖКТ), Science Plan — повседневные корма для поддержания здоровья.